# Harold Stanley Ruse
Harold Stanley Ruse (Hastings, 12 de fevereiro de 1905 – Leeds, 20 de outubro de 1974) foi um matemático inglês, conhecido pelo desenvolvimento do conceito de espaços localmente harmônicos.

## Formação e carreira
Estudou matemática no Jesus College (Oxford). Em 1927 foi para a Universidade de Edimburgo como pesquisador, onde foi de 1928 a 1937 lecturer de matemática.
Ruse foi professor de matemática de 1937 a 1946 na Universidade de Southampton e de 1946 a 1970 na Universidade de Leeds, onde aposentou-se.
Em 1931 foi eleito fellow da Sociedade Real de Edimburgo, por proposição de Edmund Taylor Whittaker, Charles Galton Darwin, Edward Copson e Charles Glover Barkla. Recebeu a Medalha Keith de 1935–1937. Foi palestrante convidado do Congresso Internacional de Matemáticos em Oslo (1936).